# Сабаки (карате)
Са́баки (яп. 裁き «суждение, решение») — концепция, созданная мастером каратэ кантё Хидэюки Асихарой для выработки более эффективной тактики ведения боя. В этом принципе карате были сформированы 3 основных пункта:
1. Подготовка и использование 4-х боевых позиций, представленных круговым символом Асихара-карате.
2. Оценка и использование дистанции в бою.
3. Максимальная подвижность и скорость выполнения боевых упражнений.

Эти три составляющие гарантируют быстрый исход сражения и в отличие от тактики Кёкусинкай предполагают круговой тип передвижения, характерный для айкидо.
Таким образом, передвижение в Асихара каратэ представляет собой в большинстве случаев не прямые на/от противника, а нырки, уходы с линии атаки с одновременным движением вдоль линии атаки.
При таком передвижении попасть в человека прямыми ударами очень сложно, так как конечная фаза движения бойца оказывается в стороне от направления атаки противника, который или промахивается или вынужден потерять равновесие, сменив направление удара.
Третий пункт предполагает быстрое ведение боя и его концовку. Сабаки реализован в стиле с включением борцовской техники, поэтому окончание боя становится одинаково возможно реализовать как на средней и дальней дистанциях, так и на ближней.